# سید رضا بهاءالدینی
سید رضا بهاءالدینی (زادهٔ ۹ فروردین ۱۲۸۷، قم – درگذشتهٔ ۲۸ تیر ۱۳۷۶، قم) فقیه، عارف شیعه و مدرّس اخلاق اهل ایران بود. وی شاگرد افرادی چون عبدالکریم حائری یزدی، سید محمد حجت کوه‌کمری، سید محمدتقی خوانساری و سید حسین طباطبایی بروجردی بود. از جمله فعالیت‌های وی برگزاری مجالس بحث مربوط به درس اخلاق به صورت عمومی یا خصوصی بود که شهرت خاصی داشت و تا آخرین روزهای عمرش برقرار بود.

## تولد و نسب
سید رضا بهاءالدینی در ۹ فروردین ۱۲۸۷، مطابق عید غدیر ۱۳۲۷ قمری، در قم زاده شد. نسب او به سجاد، چهارمین امام شیعیان، برمی‌گردد. پدرش سید صفی‌الدین مردی متدیّن و از خادمان حرم فاطمه معصومه بود، تحصیلات حوزوی اسلامی داشت و به مطالعه قرآن مسلط بود. مادرش، فاطمه سلطان، از نسل خاندان ملاصدرا، عارف و فیلسوف شیعه ایرانی، بود.

## تحصیلات و فعالیت‌ها
از دو سالگی به مکتبخانه فرستاده شد تا سوره‌های قرآن را بیاموزد. پس از فراگیری تلاوت قرآن، خواندن و نوشتن را نیز فرا گرفت. در شش سالگی به حوزه علمیه قم فرستاده شد تا در آنجا تحصیل علوم دینی را آغاز کند. در سن ۱۲ سالگی پس از قبولی در آزمون ورودی در مدرسه فیضیه قم پذیرفته شد. در نوجوانی در درس عبدالکریم حائری یزدی شرکت کرد. استادان اخلاق او که از نوجوانی از آنها بهره برده، ابوالقاسم قمی و علی صفایی بودند. به علّت هوش غنی و فوق‌العاده‌اش، از همان ابتدا مورد توجه استادانش قرار گرفت و یادگیری مباحث تخصصی را زیر نظر مدرّسانی چون ابوالقاسم قمی (درگذشتهٔ ۱۳۱۳) و محمدتقی بافقی (درگذشتهٔ ۱۳۲۵) آغاز کرد. وی همچنین دوره‌های سطح حوزوی را نزد محمدعلی ادیب تهرانی (درگذشتهٔ ۱۳۲۸)، محمد رازینی همدانی (درگذشتهٔ ۱۳۷۸)، علی معصومی همدانی (درگذشتهٔ ۱۳۵۷) و سید صدرالدین صدر (درگذشتهٔ ۱۳۳۲) گذراند.
بهاءالدینی در ۱۹ سالگی دروس خارج فقه (بالاترین سطح دروس حوزوی) را زیر نظر عبدالکریم حائری یزدی (وفات ۱۳۱۵) آغاز کرد و پس از وی نزد سید محمد حجت کوه‌کمری (درگذشتهٔ ۱۳۳۱)، سید محمدتقی خوانساری (درگذشتهٔ ۱۳۳۱) و سید حسین طباطبایی بروجردی (درگذشتهٔ ۱۳۴۰) درست فراگرفت. به کفتهٔ خودش، سید محمد تقی خوانساری، اجازهٔ اجتهادش در بیست و پنج سالگی صادر کرد. پس از مدتی، تدریس دروس عمومی مانند ادبیات، فقه و اصول فقه را شروع کرد و تا چند سال آن را ادامه داد. پس از کامل کردن تحصیلاتش، تدریس دروس خارج فقه را در حوزه علمیه قم شروع کرد و نزدیک به بیست سال در این زمینه فعالیت داشت.
بیشترین فعالیت بهاءالدینی در طول زندگی، تدریس علوم حوزوی اسلامی بوده‌است و افراد زیادی در درس او شرکت کرده‌اند.

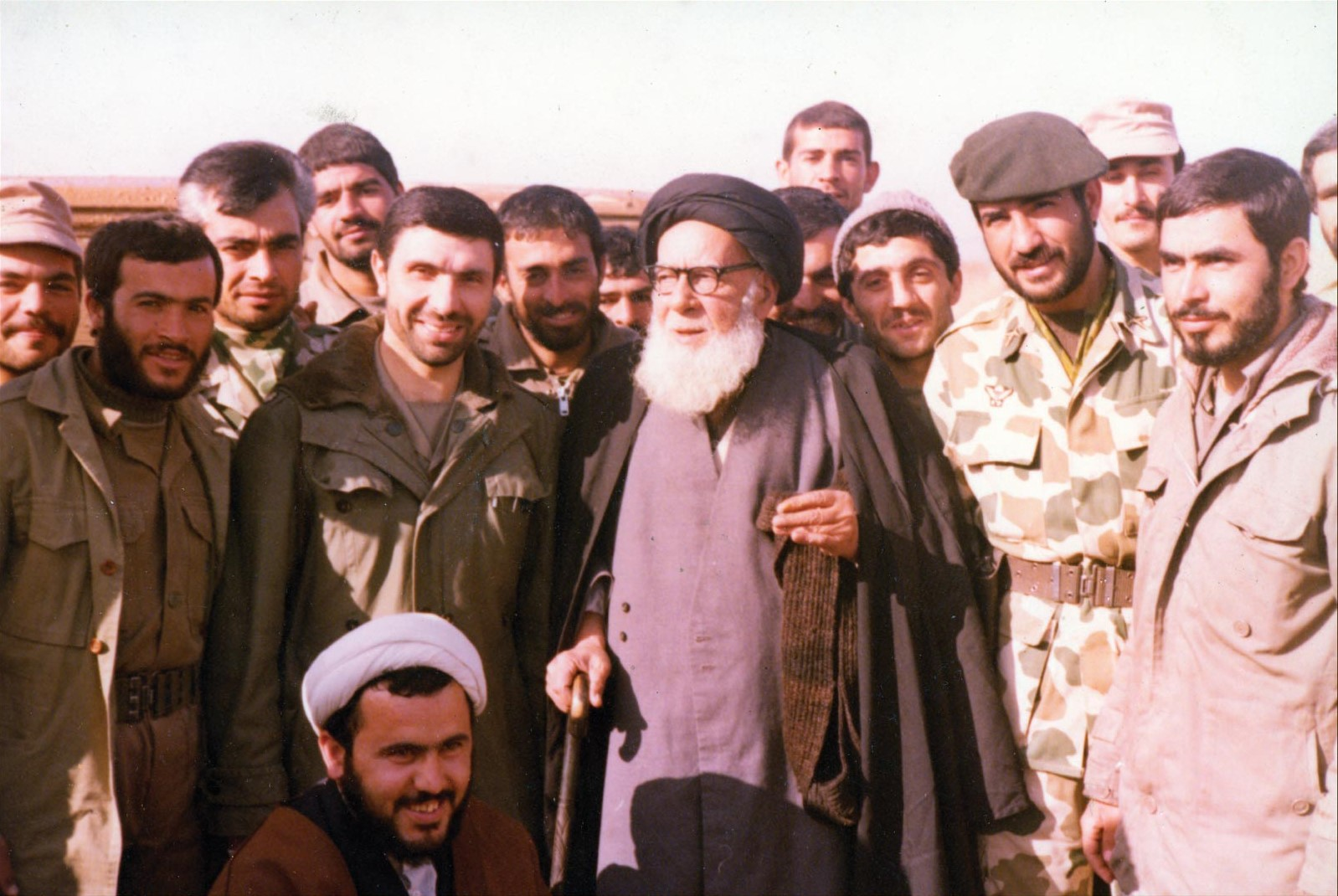
سید رضا بهاءالدینی و علی صیاد شیرازی در کنار رزمندگان ایرانی در جبهه جنگ ایران و عراق.

## تالیفات
دست‌نوشته‌ها و رساله‌هایی از سید رضا بهاءالدینی به جا مانده‌است:
- تقریرات درس حاج شیخ عبدالکریم حائری یزدی در فقه و اصول، به ویژه بحث زکات
- تقریرات درس آقا ضیاءالدین عراقی در مباحث خارج فقه
- تقریرات درس آیت‌الله میرزا محمدحسین نایینی در خارج فقه و اصول
- تقریرات درس آیت الله بروجردی در مباحث پیشرفته فقهی
- حواشی بر مواردی از کتاب ریاض المسائل
- تقریرات درس آیت الله سید محمد حجت کوه‌کمری
- حواشی و تعلیقات بر کتاب العروةالوثقی از سید محمدکاظم یزدی
- حواشی بر مکاسب شیخ انصاری
- تعلیقات و توضیحات بر کفایة الاصول آخوند خراسانی
- شرحی بر فرازهایی از دعاهای صحیفه سجادیه
- شرح بخش‌هایی از نهج‌البلاغه به ویژه خطبه اول و نیز نامه امام به مالک اشتر
- مباحث تفسیری ذیل سوره‌های عصر، انشراح، نصر، کوثر و بخشی از سوره عنکبوت و یوسف
- شرح دعای ابوحمزه ثمالی
- بررسی‌هایی در زبان و ادبیات عرب و مقایسه بین نظم و نثر جاهلیت و عصر ظهور اسلام
- یادداشت‌هایی در فقه و اصول
- تأملی در افکار و عقاید فرقه وهّابی
- مجموعه اشعار

هیچ‌یک از نوشته‌های پراکندهٔ سید رضا بهاءالدینی دربارهٔ نهج‌البلاغه و تفسیر قرآن و یادداشت‌های وی دربارهٔ تفاسیر فقهی برخی از استادانش، به‌طور گسترده منتشر نشده‌است. با این حال، برخی از بحث‌های درس اخلاق وی و چند مصاحبه از او در دو کتاب زیر منتشر شده‌است:
- سلوک معنوی: گفتارها، مصاحبه‌ها و خاطره‌هایی از فقیه وارسته و عارف فرزانه حضرت آیة الله بهاءالدینی - تدوین اکبر اسدی[۲۷][۲۸]
- نردبان آسمان: مجموعه‌ای از درس‌های اخلاق فقیه وارسته و عارف فرزانه، حضرت آیةالله بهاءالدینی - تدوین اکبر اسدی[۲۹][۳۰]

## ازدواج و فرزندان
سید رضا بهاءالدینی در سن هفده سالگی ازدواج کرده بود و دو فرزند پسر و هشت فرزند دختر داشت.

## درگذشت
وی در بیست و هشتم تیرماه سال ۱۳۷۶ هجری شمسی در شهر قم درگذشت و در حرم فاطمه معصومه و در کنار قبر استادش عبدالکریم حائری یزدی به خاک سپرده شد. یک روز پس از درگذشت او، رهبر جمهوری اسلامی ایران، سید علی خامنه‌ای با صدور بیانیه‌ای درگذشت وی را به همگان تسلیت گفت.